# 霓虹 (公司)
霓虹額定股份有限公司（英語：Super LTD），經營名稱為霓虹（英語：Neon，或字母大寫），美國獨立電影製作及發行公司，由CEO湯姆·奎因（Tom Quinn）和提姆·萊格於2017年創立，萊格也是阿拉莫庫房電影院的共同創辦人。截至2019年，萊格不再參與公司日常營運。
霓虹出品的首部電影《柯羅索巨獸》於2017年上映。《寄生上流》（2019年）以2.62億美元成為霓虹燈全球票房最高的電影，也是首部於2020年2月獲得奧斯卡最佳影片獎的非英語電影。2024年上映的《長腿》超越了《寄生上流》的國內票房收入（5330萬美元），第三週末票房收入達5860萬美元，成為此獨立發行商有史以來在北美票房最高的電影。

## 外部連結
- 官方网站